# Bartolomeo Zeni
Bartolomeo Zeni (Bardolino, 1730 – 1809) è stato un pittore italiano attivo nel XVIII secolo nel territorio della principato vescovile di Trento.

## Biografia

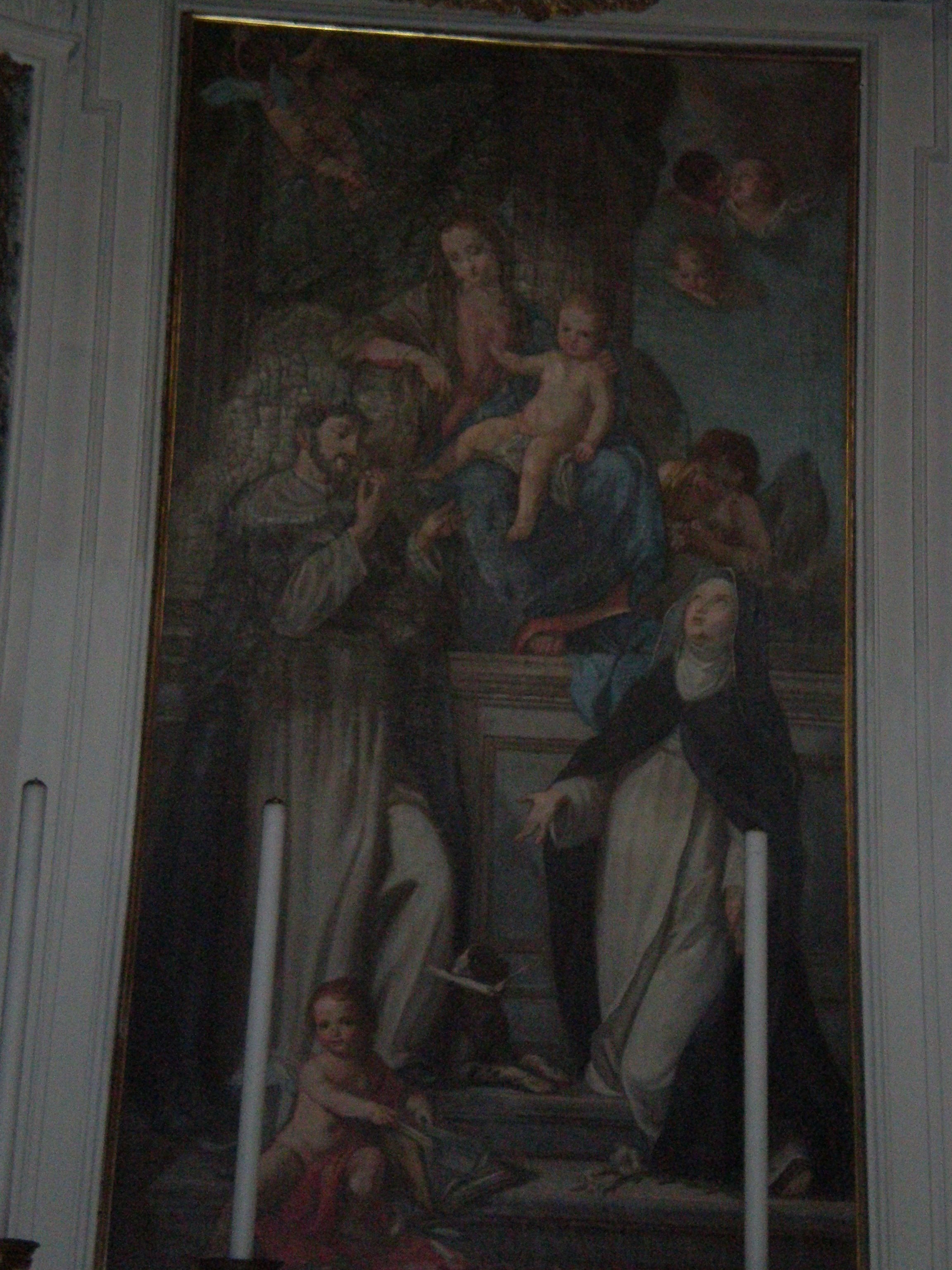
Madonna del Rosario, 1800, chiesa parrocchiale Sant'Antonio Abate di Magasa.

Poche sono le notizie biografiche di questo pittore. Nato a Bardolino circa nel 1730, Bartolomeo Zeni, coniugato con Maddalena Martini, fu padre del più celebre Domenico detto il "Pittorello" (Bardolino, 1762 - Brescia, 1819). 
Esponente della pittura veronese, apprezzata per la sua facilità decorativa e per l'agevole applicabilità, in virtù della prediletta "forma chiusa" di gusto classicista, Bartolomeo Zeni si rifà all'accademia del pittore veronese Giambettino Cignaroli. Zeni era noto anche per la sua capacità ritrattistica, dovuta non tanto alla qualità stilistica ma al saper restituire con fedeltà i tratti fisionomici degli effigiati.
Trasferitosi a Riva del Garda, territorio del principato vescovile di Trento, fu particolarmente operoso nella decorazione degli edifici sacri da poco edificati o restaurati delle Giudicarie, di Rovereto e di Pinzolo ove decorò, nel 1770, con una serie di affreschi la parrocchiale di San Lorenzo. 
Dipinse nel 1764 un San Pietro sulla facciata della chiesa di San Pietro a Bardolino. Fu attivo anche sulla sponda bresciana del lago di Garda dipingendo nel 1800 una Madonna del Rosario per la parrocchiale di Magasa su incarico dell'abate Giovanni Maria Zeni e un'altra opera per la chiesa di San Bartolameo a Vesio di Tremosine.